# 新メイプルタウン物語 パームタウン編 (映画)
『新メイプルタウン物語 パームタウン編』（しんメイプルタウンものがたり パームタウンへん）は1987年のアニメ映画。『東映まんがまつり』の一作。タイトルには、媒体により「こんにちは!新しい町」というサブタイトルがつけられている。

## 概要
テレビアニメーション『新メイプルタウン物語 パームタウン編』の劇場用作品。
本作は、前作の「メイプルタウン物語」の主人公パティが南の国のパームタウンに引越しと共に旅をする過程で過去の思い出を振り返りつつ、パームタウンで新しい友達と出会う展開になっている。
なお、本編は『新メイプルタウン物語』の第1話を35ミリサイズにブローアップした物と、前作「メイプルタウン物語」最終回（第52話）をパティの回想シーンの形で再編集をして本編に挿入した作品である為、劇場用としての「新作部分」は未製作。また、主人公のパティが回想をするシーンのセリフはテレビ放映時のものと同一である為、再アフレコは行っていない。

## 上映データ
| 公開日 上映時間 | 1987年（昭和62年）                                                     | 3月14日                                                                | 日本                                                                   | 29分18秒                                                               |
| サイズ          | カラー                                                                 | ワイド                                                                 | 映倫No.25201                                                           | 映倫No.25201                                                           |
| 同時上映        | 「グリム童話 金の鳥」 「超新星フラッシュマン - 大逆転!タイタンボーイ」 | 「グリム童話 金の鳥」 「超新星フラッシュマン - 大逆転!タイタンボーイ」 | 「グリム童話 金の鳥」 「超新星フラッシュマン - 大逆転!タイタンボーイ」 | 「グリム童話 金の鳥」 「超新星フラッシュマン - 大逆転!タイタンボーイ」 |

## ストーリー
ウサギの少女、パティは南の国のパームタウンからやって来たおばさん、ジェーンの誘いと共に長い船旅をしていた。
船のデッキからパティが見る青い海と澄んだ空は南の国への希望を膨らませるのだったが、
つい数日前のパティは思い出の地、メイプルタウンから沢山の村人に送られてきたのだった。
パティはその別れを一人、思い出すのだがやがて、眼の前には憧れの地、パームタウンが見えてきた。
「これが、これがパームタウンなのね！」パティのはしゃぎ様に安堵するジェーン。
ジェーンとパティは下船してジョージの待つパイカクリニック（病院）に移動するが初めて見る光景や町並みに
パティの期待感は最高潮！だが、クリニックの外に止めた車のトランクが荒らされていてパティの大切な荷物が大変な事に・・・。

## キャスト
- パティ - 岡本麻弥
- ローリィコッカー - 池本小百合
- ヨータ - 龍田直樹
- グータ - つかせのりこ
- ジェーン - 杉山佳寿子
- ジョージ - 森功至
- アン - 潘恵子
- ジョーイ - 頓宮恭子
- パラブラ - 塩屋浩三
- ダリア - 松島みのり
- ピータ - 村瀬容子
- 新聞記者 - 小林通孝
- ネコンダ刑事 - 銀河万丈
- マルセル（パティのパパ） - 田中秀幸
- クリスチーヌ（パティのママ） - 武藤礼子
- コゼット（パティの妹） - 川島千代子
- クラーク（ライオンの町長） - 八奈見乗児
- プリプリン - 山野さと子
- ダイアナ - 荘真由美
- ジョニー - 竹村拓
- グレテル - 屋良有作
- ボビー - 塩屋翼

※協力：青二プロダクション

## スタッフ
- 製作 - 今田智憲（東映動画）
- 企画 - 山口康男（東映動画）
- 脚本 - 朝倉千筆
- キャラクターデザイン - 有川知子、二宮常雄、安藤正浩
- 連載 - 講談社（ディズニーランド、おともだち、たのしい幼稚園、テレビマガジン）
- 音楽 - 小坂明子
- 美術デザイン - 小林祐子
- 美術監督 - 小林裕子、有川知子
- 作画監督 - 青山充
- 製作担当 - 横井三郎
- 監督 - 設楽博
- 原画 - 青山充
- 動画 - 榊妙子、竹武眞弓 他
- 背景 - 井出智子、壇久美子 他
- 仕上 - 能谷さと子、丹あや子 他
- 特殊効果 - 浅沼清良
- 撮影 - 池上元秋
- 編集 - 望月徹（タバック）
- 録音 - 池上信照（タバック）
- 音響効果 - 伊藤道広
- 選曲 - 渡辺添野（ビモス）
- 記録 - 樋口裕子
- 監督助手 - 角銅博之
- 製作進行 - 森一敏
- 美術進行 - 中村実
- 仕上進行 - 中村英二
- 現像 - 東映化学
- 録音スタジオ、ダビングスタジオ - タバック

回想シーン スタッフ

※回想シーンは「メイプルタウン物語」第52話を再編集したもの。

- 演出 - 佐藤順一
- 作画監督 - 遠藤晴
- 美術 - 有川知子
- 原画 - 大島秀範
- 動画 - 中島早苗
- 背景 - 高橋奈緒美
- 仕上 - 横山浩子
- 撮影 - 前原勝則
- 演助進行 - 鹿内義明
- 仕上進行 - 倉岡裕之

- アニメーション制作 - 東映動画
- 製作- 朝日放送、旭通信社、東映動画
- 配給- 東映
- 35ミリ、カラー、ワイドサイズ、光学音声モノラル
- 映倫No.25201

## 劇中歌
| 使用形態           | 曲名                 | 唄         | 作詞     | 作曲     | 編曲     |
| ------------------ | -------------------- | ---------- | -------- | -------- | -------- |
| オープニングテーマ | 南の国のパームタウン | 山野さと子 | 小坂明子 | 小坂明子 | 有澤孝紀 |
| エンディングテーマ | もっとフレンド       | 山野さと子 | 小坂明子 | 小坂明子 | 有澤孝紀 |

※オープニングとエンディングの映像はテレビシリーズと同一。

※劇中の挿入歌は無し。

## 映像ソフト
- 東映ビデオからビデオソフト（VHSとBeta）が発売&レンタルされたが、既に廃盤である。

※現在は、2013年12月25日にTCエンタテインメントから発売されたDVD-BOX・Part2に、映像特典として収録されている。